# Polyphon (musique)
Pour les articles homonymes, voir Polyphon (homonymie).

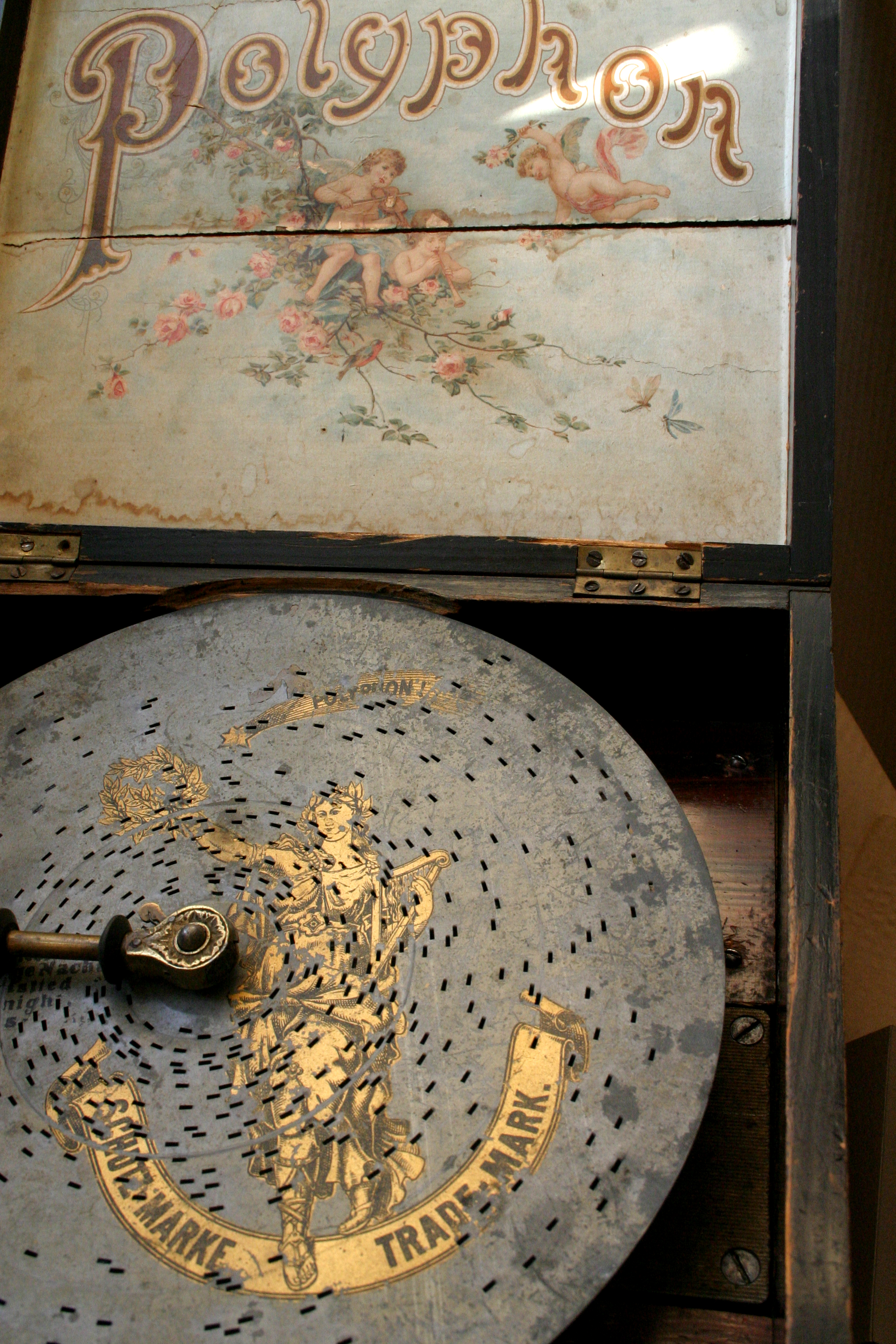
Un Polyphon appartenant au Le Musée de la Technique et du Textile (Musée de Bielsko-Biała)

Un Polyphon est le nom commercial d'une boîte à musique à disque du XIXe siècle.

## Airs joués par des Polyphon
Der Donauwalzer

Stille Nacht, Heilige Nacht